# Melodinus baccellianus
Melodinus baccellianus är en oleanderväxtart som först beskrevs av Ferdinand von Mueller, och fick sitt nu gällande namn av Stanley Thatcher Blake. Melodinus baccellianus ingår i släktet Melodinus och familjen oleanderväxter. Inga underarter finns listade i Catalogue of Life.